# Eyes on This
Albums de MC Lyte
Lyte as a Rock
(1988) Act Like You Know
(1991)
Singles
1. Cha Cha Cha
Sortie : 1989
2. Cappucino
Sortie : 1990
3. Stop, Look, Listen
Sortie : 1990

Eyes on This est le deuxième album studio de MC Lyte, sorti le 3 octobre 1989.
L'album s'est classé 6e au Top R&B/Hip-Hop Albums et 86e au Billboard 200.

## Liste des titres
| No  | Titre                   | Contient un (des) sample(s) de | Durée |
| --- | ----------------------- | --- | ----- |
| 1.  | Cha Cha Cha             | Rockin' It des Fearless Four Rocket in the Pocket (Live) de Cerrone I Can't Live Without You des Four Tops Good Old Music de Funkadelic Kickin' 4 Brooklyn de MC Lyte | 3:00  |
| 2.  | Slave 2 the Rhythm      | Self Destruction du Stop the Violence Movement Can I Get Some Help de James Brown | 4:17  |
| 3.  | Cappucino               | Spaced Out des Blackbyrds | 3:55  |
| 4.  | Stop, Look, Listen      | Born to Lose You d'Ecstasy, Passion & Pain | 3:19  |
| 5.  | Throwin' Words at U     | My Philosophy des Boogie Down Productions Loose Booty de Sly & the Family Stone Mama Feelgood de Lyn Collins Catch a Groove de Juice Say It Loud – I'm Black and I'm Proud de James Brown | 3:00  |
| 6.  | Not wit' a Dealer       | Ain't We Funkin' Now des Brothers Johnson | 3:20  |
| 7.  | Survival of the Fittest | Good Old Music de Funkadelic Magic Man de Heart It's Yours de T La Rock and Jazzy Jay | 4:08  |
| 8.  | Shut the Eff Up! (Hoe)  | Cardova des Meters All the Way Lover (Live) de Millie Jackson Go Stetsa I de Stetsasonic 10% Dis de MC Lyte featuring Audio Two Cappucino de MC Lyte I Cram to Understand U de MC Lyte Change the Beat (Female Version) de Beside Public Service Announcement (extrait de la série télévisée G.I. Joe: A Real American Hero) | 5:49  |
| 9.  | I Am the Lyte           | I Can Hear You Calling de Three Dog Night Jungle Boogie de Kool & the Gang Lyte as a Rock de MC Lyte | 4:00  |
| 10. | Rhyme Hangover          | Funky Miracle des Meters Love Hangover de Diana Ross | 2:03  |
| 11. | Funky Song              | A Funky Song de Ripple | 3:55  |
| 12. | Please Understand       | Sweet for You & Me de Mtume Ease Back des Meters | 3:01  |
| 13. | K-Rocks Housin'         | Loose Booty de Sly & the Family Stone Say It Loud, I'm Black and I'm Proud de James Brown Planet Rock d'Afrika Bambaataa and Soulsonic Force | 4:02  |